# 加拿大式足球
加拿大式足球，又稱加拿大式橄欖球，是加拿大的一項運動，兩支各有12名球員的隊伍在110碼（101）長、65碼（59）寬的球場上競賽，試圖將一個尖橢圓形球推進到對方的達陣區。
加拿大式足球和美式足球有共同的起源並密切相關，但有一些主要的差異。加拿大式足球以三次進攻機會進行，球門柱位於達陣區前方，每邊有十二名球員。相比之下，美式足球有四次進攻機會，球門柱位於達陣區後方，每邊有十一名球員。加拿大式足球的球場也更大。
橄欖球是加拿大式足球的發展基礎，最早於1860年代初在加拿大有記錄，由英國移民帶入，可能始於1824年。該運動的頂級職業聯賽加拿大足球聯盟（CFL）和業餘比賽的管理機構加拿大足球，都可追溯到1880年加拿大橄欖球聯盟的成立。
CFL是最受歡迎且唯一的主要職業加拿大式足球聯賽。其冠軍賽灰盃是加拿大最大的體育賽事之一，吸引大量電視觀眾。
加拿大式足球也在高中、青年、大學和半職業級別進行：加拿大青年足球聯盟和魁北克青年足球聯盟面向18-22歲球員，專上院校在U Sports足球中競逐瓦尼爾盃，而資深球員則在亞伯達足球聯盟比賽。加拿大足球名人堂位於安大略省漢密爾頓。

## 歷史
第一場有記錄的足球比賽是1861年11月9日在多倫多大學大學學院（約在皇后公園以西400碼或370）進行的練習賽。參與這場涉及多倫多大學學生比賽的其中一人是威廉·穆洛克爵士，後來成為該校校長。大學隨後很快成立了足球俱樂部，儘管此階段的比賽規則並不清楚。
第一場有書面記錄的比賽是在1862年10月15日，在蒙特婁板球場舉行。比賽在第一營擲彈兵衛隊和第二營蘇格蘭燧發槍兵衛隊之間進行，結果擲彈兵衛隊以3球、2個單分對零獲勝。1864年，在多倫多三一學院，F. 巴洛·坎伯蘭、弗雷德里克·A. 貝休恩和克里斯多夫·格溫（麻薩諸塞州米爾頓的創始人之一）制定了基於橄欖球的規則。這項運動逐漸獲得追隨者，漢密爾頓足球俱樂部（後來的漢密爾頓虎貓隊）於1869年11月3日成立。蒙特婁足球俱樂部於1872年4月8日成立。多倫多船員足球俱樂部於1873年10月4日成立，而渥太華足球俱樂部（後來的渥太華粗騎兵隊）於1876年9月20日成立。在這些俱樂部中，只有多倫多俱樂部至今仍持續運作。
這種橄欖球式足球很快在蒙特婁的麥吉爾大學變得流行。麥吉爾於1874年挑戰哈佛大學進行兩場系列賽，使用麥吉爾大學設計的英式橄欖球混合賽制。

## 遊戲玩法
隊伍需要將一個棕色卵圓形球的以短傳及長傳前進，带球抵达對方终止区即可得分。

## 聯賽賽事

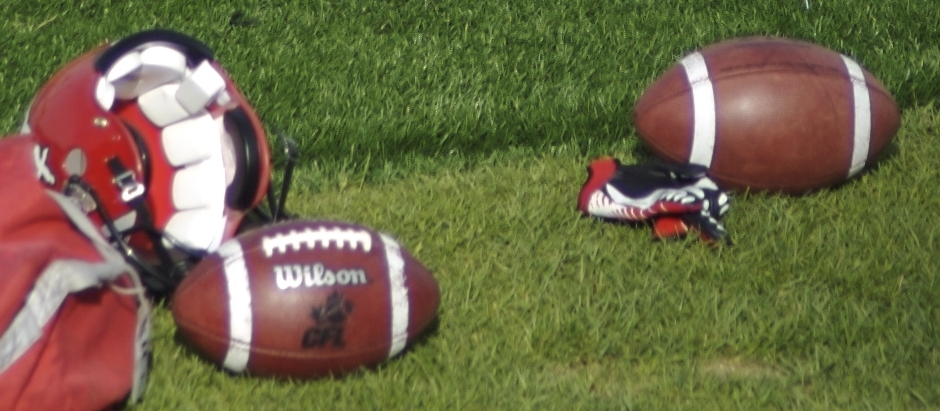
卡加利野馬隊（CFL）隊伍訓練時的足球和頭盔

加拿大式足球在加拿大有多個級別的比賽；頂級聯賽是由九支隊伍組成的加拿大加式足球聯賽。CFL常規賽季於六月開始，灰盃季後賽於十一月下旬結束。在擁有露天體育場的城市，如愛民頓、溫尼伯、卡加利和里賈納，低溫和結冰的場地條件可能嚴重影響比賽結果。
業餘足球由加拿大足球管理。在大學級別，27支隊伍在U Sports的主持下分為四個分區比賽；U Sports冠軍將獲得瓦尼爾盃。青年足球由許多高中畢業生在進入大學前參與。加拿大青年足球聯盟有19支青年隊伍分為三個分區，競逐加拿大盃。魁北克青年足球聯盟包括來自安大略省和魁北克省的隊伍，爭奪曼森盃。
半職業聯賽近年來越來越受歡迎，其中亞伯達足球聯盟特別受歡迎。1954年在安大略省成立的北方足球聯會，對於沒有繼續從事職業足球的前大學球員來說，人氣也大幅上升。安大略省冠軍與亞伯達省冠軍爭奪「全國冠軍」。加拿大主要足球聯盟是半職業比賽的管理機構。
女子足球近年來在加拿大獲得關注。第一個開始運作的加拿大女子聯賽是2004年的海事女子足球聯盟。最大的女子聯賽是西部女子加拿大足球聯盟。

## 歷史
根據歷史記載，第一次舉行足球比賽在1861年11月9日多倫多大學所舉行的。后来在该大学中成立了一个足球俱乐部，虽然当时的游戏规则还不明确。
1864年，在多伦多三一学院（University of Trinity College），巴罗·坎伯兰（F. Barlow Cumberland）和伏得瑞·白求恩（Frederick A. Bethune）在英国橄榄球的基础上制订规则。然而，人们广泛认为现代加拿大足球起源于1865年蒙特利尔，从当时的英国陆军流传到当地平民。该项运动逐渐得到支持，蒙特利尔足球俱乐部在1868年成立，是加拿大的第一个非大学足球俱乐部。
橄榄球很快在麦吉尔大学流行开来。在1874年，麦吉尔挑战美国哈佛那场球赛之后，日后知名的美式足球从此进入美国。
加拿大足球联盟在历史上有不同的名称， 包括加拿大橄榄球足球联盟和加拿大橄榄球联盟。从坎特伯雷榄球联盟（CRFU），最早的先驱者到现在的加拿大足球联盟，始建于1882年。
加拿大式足球與美式足球非常相似，而其聯盟CFL與美國職業足球大聯盟有不少關係。
CFL常規賽在六月舉行，十一月中完成整個季後賽賽程。 在有户外大型运动场的城市诸如卡加利、 埃德蒙顿、 温尼伯、 蒙特利尔、 哈密尔顿和里贾纳，低温和冰冷的条件会严重影响比赛结果。
部份为加拿大式足球作出巨大貢獻的球員被選為加拿大式足球名人堂，位於安大略省哈密尔顿。

## 參看
- 美式足球
- 足球
- 欖球